# Sinem Öztürk

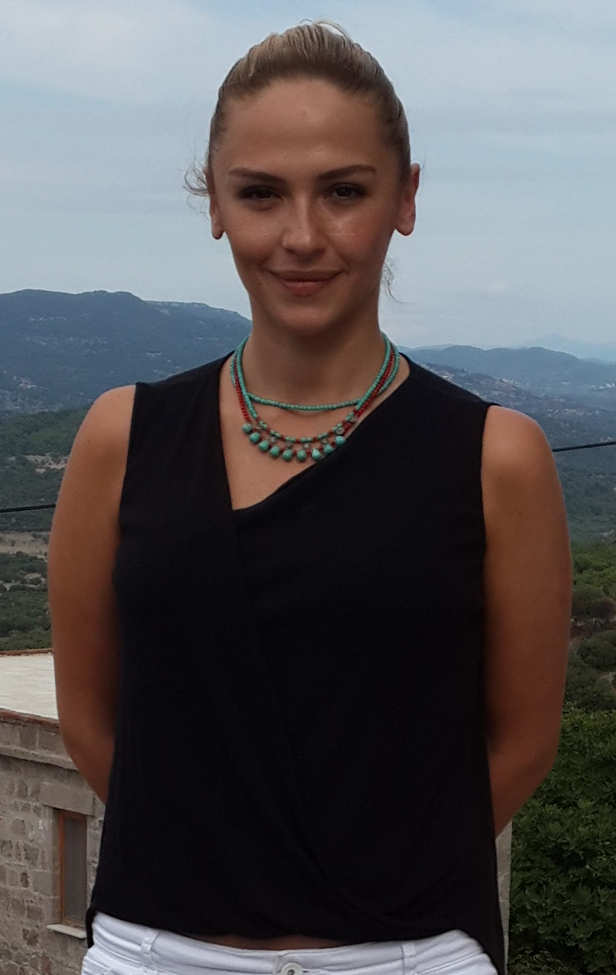
Sinem Öztürk (2015)

Gözde Sinem Öztürk (* 9. Januar 1985 in Istanbul) ist eine türkische Schauspielerin und Fernsehmoderatorin. Bekannt wurde sie durch der Serie Huzur Sokağı.

## Leben und Karriere
Öztürk wurde am 9. Januar in Istanbul geboren. Sie wuchs in Adapazarı auf, bevor ihre Familie nach Deutschland zog.  Öztürk besuchte das Gutenberg-Gymnasium in Wiesbaden und studierte Betriebswirtschaftslehre an der Johannes Gutenberg-Universität Mainz. Nach ihrem Diplom zog sie zurück nach Istanbul, wo sie ihre Schauspielkarriere begann. Ihr Debüt gab sie 2004 in dem Film Beyaza Boyanmış Siyah Kelimeler.

## Filmografie
Filme
- 2004: Beyaza Boyanmış Siyah Kelimeler
- 2006: Aşk Ruleti
- 2006: Aloya
- 2007: Ayak Altında
- 2010: Dersimiz: Atatürk
- 2010: Uçan Melekler
- 2015: Yusuf Yusuf
- 2017: Tal der Wölfe – Vaterland
- 2017: Ayla

Fernsehserien
- 2007: Duvar
- 2007–2012: Arka Sıradakiler
- 2009: Uygun Adım Aşk
- 2012–2014: Huzur Sokağı
- 2014–2015: Hayat Yolunda
- 2015–2016: Kiralık Aşk
- 2016–2017: Paramparça
- 2018–2019: Diriliş Ertuğrul
- 2021: Menajerimi Ara
- 2021–2022: Evlilik Hakkında Her Şey

## Moderation

### Ehemalig
- 2013–2014: Fikir Atölyesi

## Auszeichnungen

### Gewonnen
- 2016: 2. Türkiye Gençlik Ödülleri in der Kategorie „Beste Nebendarstellerin“[3]

### Nominiert
- 2010: İsmail Cem Televizyon Ödülleri in der Kategorie „Beste Schauspielerin in einer Serie“[4]